# 콩스탕틴주

콩스탕틴주

콩스탕틴주(아랍어: ولاية قسنطينة)는 알제리 북부에 위치한 주로, 주도는 콩스탕틴이며 면적은 2,187km2, 인구는 943,112명(2008년 기준)이다.